# Thuban
Thuban (Alfa del Dragó / α Draconis) és una estrella binària de la constel·lació del Dragó i té una magnitud aparent de 3,7. És una estrella gegant A0 situat a 290 anys llum. Fa 4800 anys va ser l'estrella polar.